# Melicerita obliqua
Melicerita obliqua är en mossdjursart som först beskrevs av Thornely 1924.  Melicerita obliqua ingår i släktet Melicerita och familjen Cellariidae. Inga underarter finns listade i Catalogue of Life.